# Wietske van Tongeren
Wietske van Tongeren (* 26. Dezember 1980 in Zwolle) ist eine niederländische Musicaldarstellerin, die mit Rollen in Elisabeth (Deutschland) und Rebecca (Österreich) bekannt geworden ist.

## Karriere
Wietske van Tongeren studierte am Konservatorium Tilburg Schauspiel, Tanz und Gesang. Das Studium schloss sie 2004 ab. Schon während der Ausbildung sammelte sie mit Musicals wie Sweeney Todd (Mrs. Lovett) und Dornröschen Erfahrungen. Ihr erstes Engagement führte sie nach Wien, wo sie als Zweitbesetzung der Titelrolle im Musical Elisabeth tätig war.
Nebenbei wirkte sie in der Musical Christmas in Vienna-Show, der konzertanten Version von Jesus Christ Superstar und dem Musicalkonzert am Donauinselfest im Jahre 2005, 2007 und 2008 mit. In Stuttgart war sie schließlich die Erstbesetzung der Elisabeth im gleichnamigen Musical. Vom 28. September 2006 bis zum 30. Dezember 2007 war sie im Wiener Raimund Theater als Ich im Musical Rebecca  zu sehen.  Im Frühjahr 2008 spielte Wietske van Tongeren das Aschenputtel in Into the Woods bei den Vereinigten Bühnen Bozen. Von September bis Dezember 2008 war sie wieder als Ich bei Rebecca am Wiener Raimund Theater zu sehen. Ab 26. Februar 2009 stand Wietske van Tongeren im selben Theater in der Rolle der Stephanie in der deutschsprachigen Erstaufführung von Frank Wildhorns Musical Rudolf Affaire Mayerling auf der Bühne. 
In der Spielzeit 2011/2012 verkörperte sie am Landestheater Salzburg seit Oktober 2011 die Rolle der Baronin Maria von Trapp in dem Musical The Sound of Music. Vom 18. November 2012 bis zum 19. August 2015 spielte sie die weibliche Titelrolle der Adrian in  Rocky – Das Musical in Hamburg. Nach einer kurzen Auszeit spielte sie diese Rolle auch in Stuttgart wieder.